# روبرت ري
روبرت ري (بالفرنسية: Robert Rey) (و. 1888 – 1964 م) هو مؤرخ الفن، وناقد فني، وكاتب، من فرنسا، ولد في وهران، توفي في باريس، عن عمر يناهز 76 عاماً.

## التعليم
تعلم في كلية اللوفر، ودكتوراه.

## جوائز
حصل على جوائز منها:
- قائد وسام جوقة الشرف
- وسام السعفات الأكاديمية من رتبة قائد
- قائد الفنون والآداب
- صليب الحرب 1939-1945 (فرنسا).